# Icon of the Seas
Die Icon of the Seas ist ein Kreuzfahrtschiff der US-amerikanischen Reederei Royal Caribbean International, das 2024 in Dienst gestellt wurde. Es ist das Typschiff der Icon-Klasse und löste mit einer Länge von 365 Metern und einer Vermessung von 248.663 BRZ die Wonder of the Seas als größtes Kreuzfahrtschiff der Welt ab.

## Geschichte

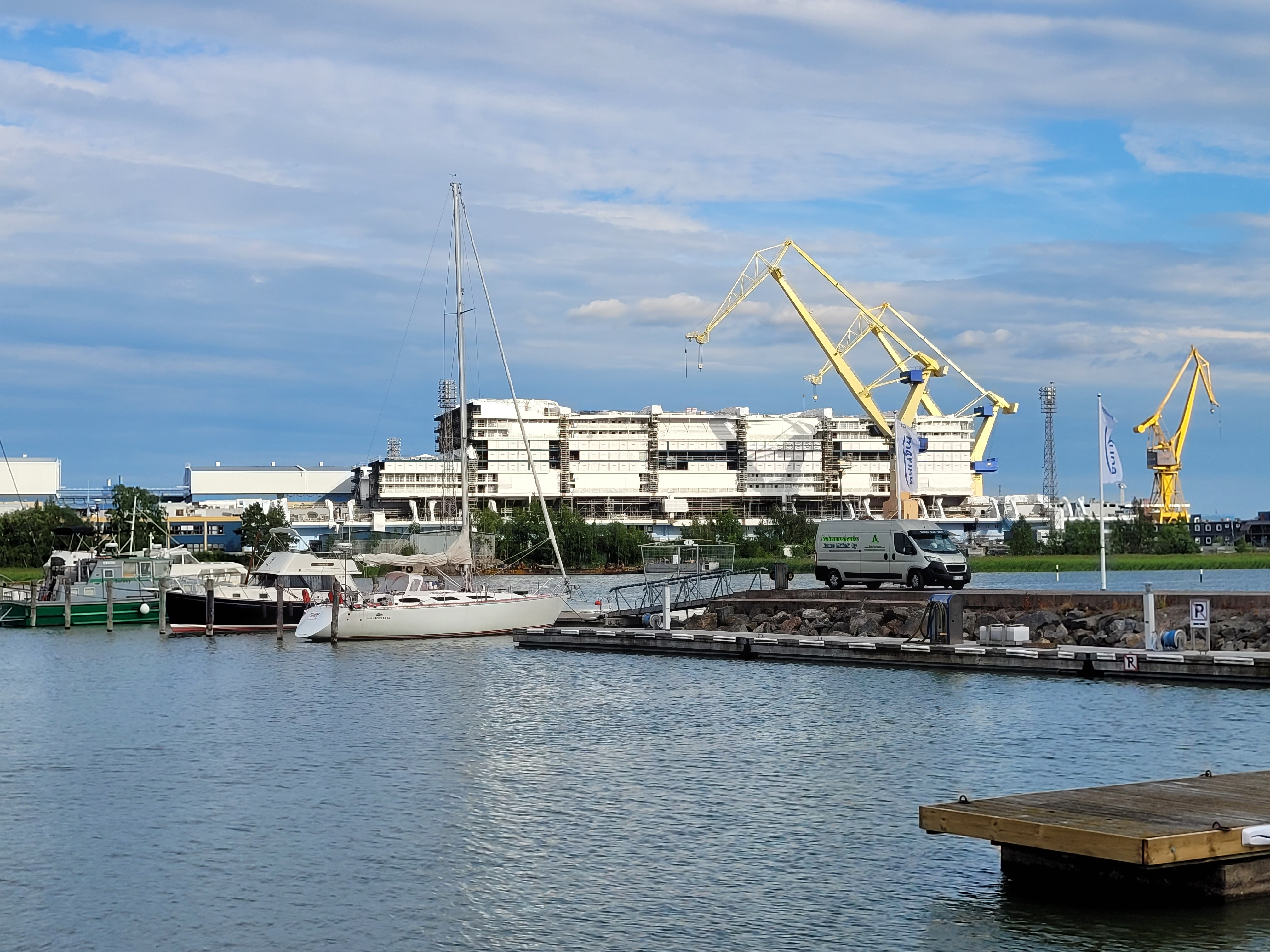
Der Schiffsrumpf im Bau (2022)

Der Bau der Icon of the Seas begann mit dem ersten Stahlschnitt im Juni 2021. Bereits im April 2022 wurden die ersten Stahlblöcke von einem Portalkran in das Trockendock der Werft Meyer Turku in Turku gehievt. Der Maschinenraum samt LNG-Tanks entstand in Rostock. Der Rohbau wurde im Dezember 2022 zu Wasser gelassen. Im Juni 2023 wurden Seeerprobungen durchgeführt. Im November 2023 erfolgte eine zweite Probefahrt.
Das Schiff wurde am 28. November 2023 an den Auftraggeber abgeliefert. Nach der Taufe durch Lionel Messi am 23. Januar lief das Schiff am 27. Januar 2024 von Miami zur Jungfernfahrt in der Karibik aus.

### Zwischenfälle
Am 24. Juli 2025 stach nach Angaben der Polizei der Bahamas ein Crewmitglied auf eine Kollegin ein und sprang anschließend vom Schiff. Der Mann wurde tot aus dem Wasser geborgen.

## Ausstattung und Technik

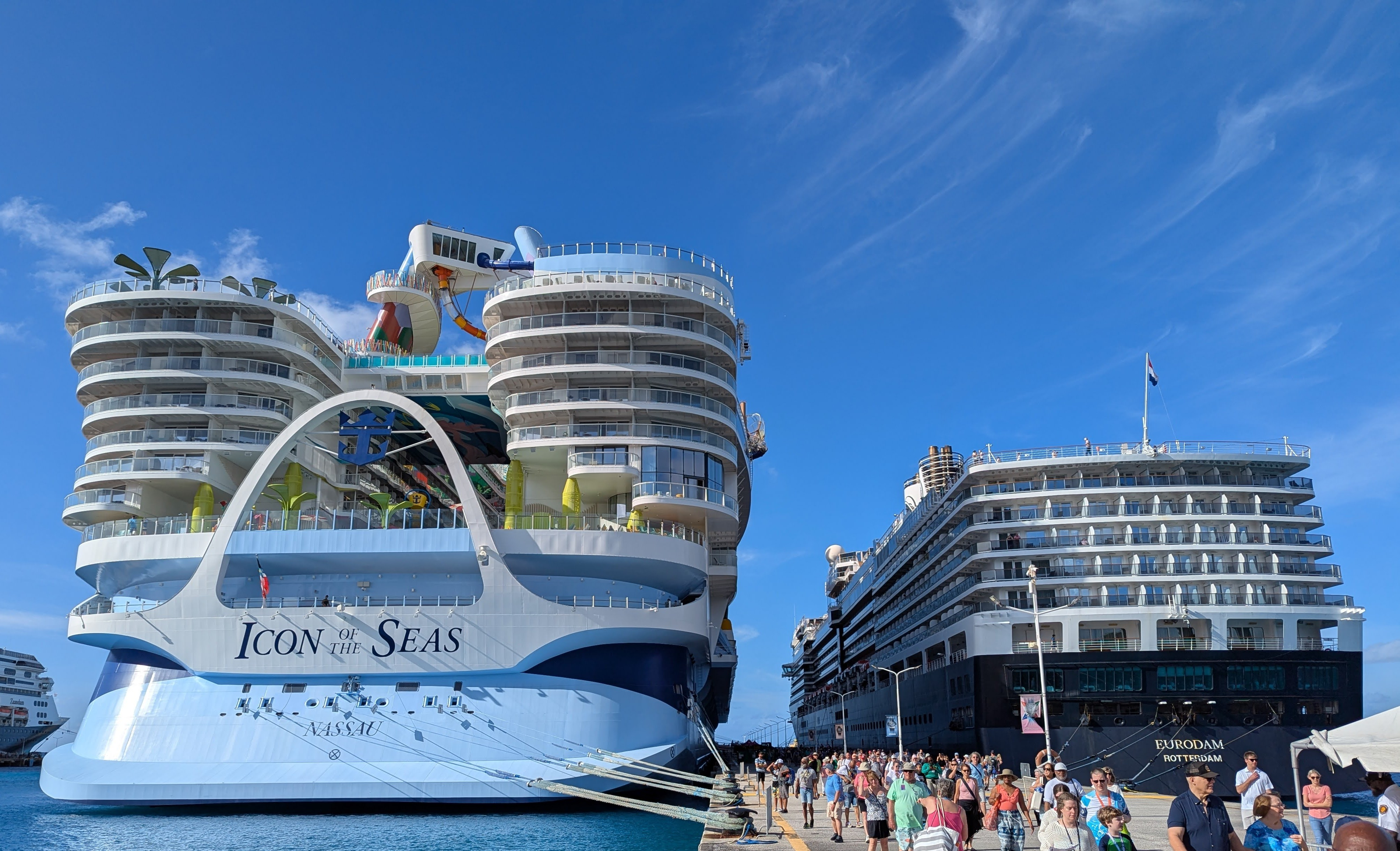
Das Heck des Schiffes

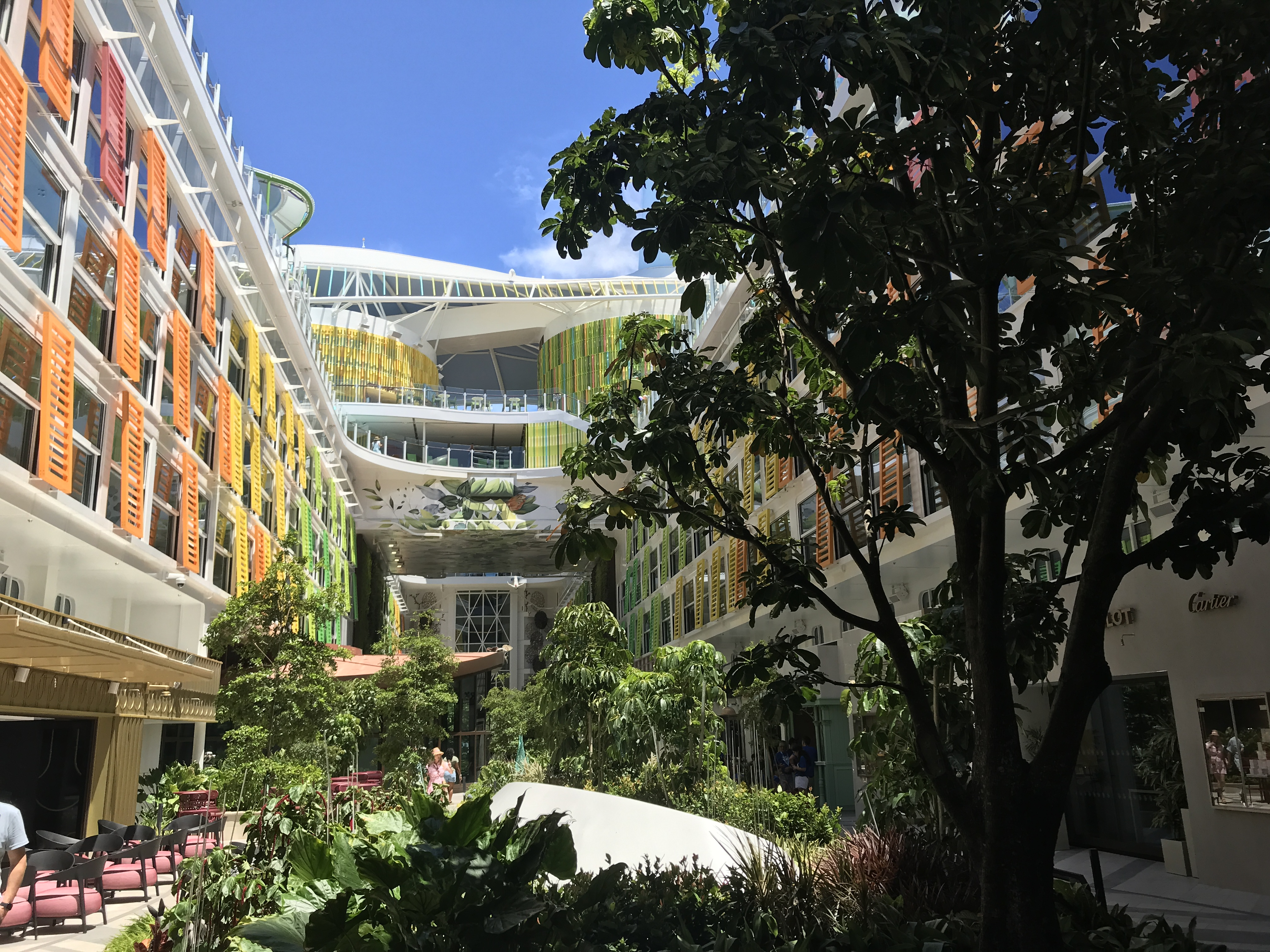
Der Central Park

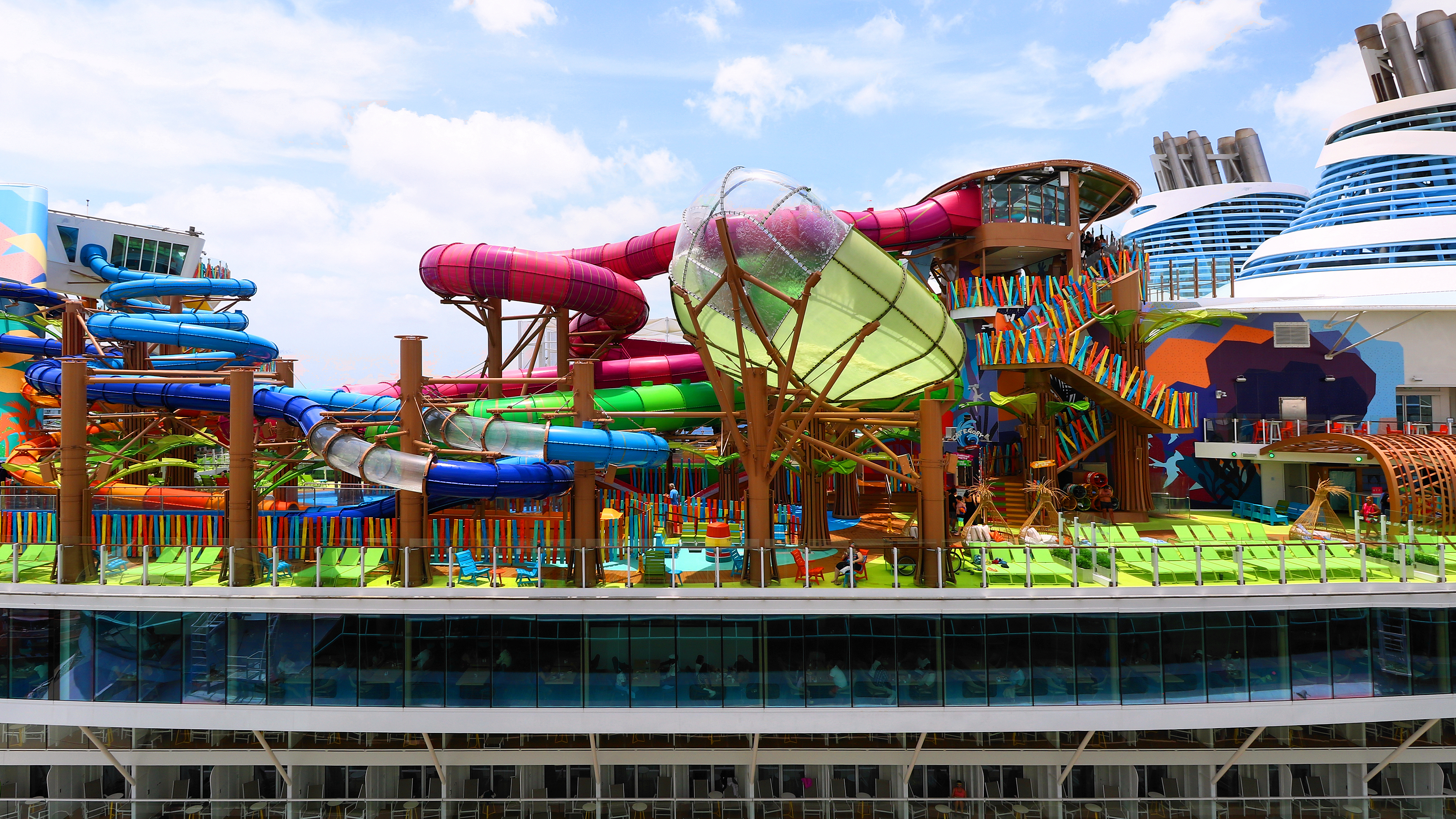
Der Wasserpark Thrill Island

Äußerlich und in der Ausstattung weicht die Icon-Klasse deutlich von der Oasis-Klasse ab. Das Schiff weist nun 20 Decks auf, der Passagierbereich ist in verschiedene Themenbereiche unterteilt.
Durch den parabelförmigen Bug wird der Schwerpunkt des Schiffes weiter nach vorne verschoben, was die Stabilität verbessern soll. Um das Schiff auch auf engstem Raum sicher manövrieren zu können, verfügt es über fünf leistungsstarke Bugstrahlruder. Die drei ABB-Propellergondeln am Heck wirken als Zugpropeller.
Im Bestreben um geringere Emissionen beauftragte die Royal Caribbean für die neue Icon-Klasse Motoren, die neben Marinedieselöl auch mit Flüssigerdgas (LNG) betrieben werden können. Die Motoren wurden vom finnischen Hersteller Wärtsilä hergestellt. Das Flüssigerdgas wird dafür in 30 Meter langen und 307 Tonnen schweren Stahltanks gelagert. Die Icon of the Seas verfügt über eine Luftschmierung. Die genannten Maschinenraumsektionen entstanden auf der Neptun-Werft in Rostock.

## Kritik
Die Reederei vermarktet den Dual-Fuel-Betrieb als umweltschonend: Ein Sprecher der Reederei äußerte in Medienberichten, dass ihre Schiffe durch den Einsatz von LNG 24 Prozent energieeffizienter seien als es von der Internationalen Schifffahrtsorganisation (IMO) für moderne Schiffe gefordert wird.
Trotz dieser Behauptungen steht die Verwendung von LNG als Kraftstoff für Schiffe in der Kritik. Bryan Comer, Direktor des Marine Programms beim International Council on Clean Transportation (ICCT), bezeichnet den Einsatz von LNG in der Schifffahrt in der FAZ als einen Schritt in die falsche Richtung. Laut Comer führt die Verwendung von LNG zu 120 Prozent mehr Lebenszyklus-Treibhausgasemissionen verglichen mit dem Einsatz von Marinedieselöl. Auch der NABU kritisiert den Einsatz von LNG in der Schifffahrt wegen der Emissionen von Methan, einem Treibhausgas, das ein Vielfaches klimaschädlicher ist als Kohlenstoffdioxid.